# French Lick (Indiana)
French Lick – miasto w Stanach Zjednoczonych, w stanie Indiana, w hrabstwie Orange.